# Arrondissement de Stade (Bouches-de-l'Elbe)
L'arrondissement de Stade est une ancienne subdivision administrative française du département des Bouches-de-l'Elbe créée en 1811 et supprimée en 1814.

## Histoire
L'arrondissement de Stade, comme tous ceux des départements anséatiques, est créé par le décret du 4 juillet 1811, organisant ces départements créés le 13 décembre 1810.
Jules David (1783-1854, fils du peintre Jacques-Louis David) en est le sous-préfet,.
L'arrondissement est supprimé officiellement par le traité de Paris, le 30 mai 1814.

## Composition
Il comprenait dix cantons, dont les chefs-lieux sont : 
- - canton de Bremervörde (nds) à Bremervörde,
  - canton de Freybourg (nds) à Fribourg-sur-l'Elbe,
  - canton de Himmelpforten (nds) à Himmelpforten,
  - canton de Hornebourg (nds) à Horneburg,
  - canton de Jork (nds) à Jork,
  - canton de Neuhaus-sur-l'Oste (nds) à Neuhaus-sur-l'Oste,
  - canton de Otterndorf (nds) à Otterndorff,
  - canton de Ritzebüttel (nds) à Ritzebüttel,
  - canton de Stade (nds) à Stade,
  - canton de Zeven (nds) à Zeven.